# Darwin Núñez
Darwin Gabriel Núñez Ribeiro (n. 24 iunie 1999, Artigas⁠(d), Uruguay) este un fotbalist uruguayan, care joacă la Al-Hilal în Liga Profesionistă din Arabia Saudită. Pe plan internațional, are prezențe la națională pentru Uruguay U20⁠(d) și Uruguay.
Núñez a venit prin academia de tineret a lui Peñarol, fiind promovat la prima echipă în 2017. În august 2019, s-a alăturat echipei spaniole din Segunda División, Almería. Benfica l-a semnat în 2020 pe o sumă record pentru club în valoare de 24 de milioane de euro, cea mai scumpă achiziție din istoria fotbalului portughez.
După ce a reprezentat Uruguay la diferite niveluri de tineret, Núñez a fost convocat pentru prima dată cu echipa de seniori în octombrie 2019. A marcat la debutul său internațional împotriva Peruului.
A fost cumpărat de Liverpool în iunie 2022, de la Benfica Lisabona, în schimbul sumei de 75 de milioane de euro.
După ce a câștigat Premier League în sezonul 2024–25, a fost vândut la Al-Hilal pentru 53 de milioane de euro (46 de milioane de lire sterline).

## Goluri internaționale
| Nr. | Dată               | Stadion                                                        | Adversar | Scor | Rezultat | Competiție                                         | Ref.  |
| --- | ------------------ | -------------------------------------------------------------- | -------- | ---- | -------- | -------------------------------------------------- | ----- |
| 1   | 16 octombrie 2019  | Estadio Nacional, Lima, Peru                                   | Peru     | 1–1  | 1–1      | Amical                                             | [ 3 ] |
| 2   | 13 noiembrie 2020  | Estadio Metropolitano Roberto Meléndez, Barranquilla, Columbia | Columbia | 3–0  | 3–0      | Calificările la Campionatul Mondial de Fotbal 2022 |       |
| 3   | 27 septembrie 2022 | Tehelné pole, Bratislava, Slovacia                             | Canada   | 2–0  | 2–0      | Amical                                             | [ 4 ] |